# Éléments du Destin
 (octobre 2012).
Si vous disposez d'ouvrages ou d'articles de référence ou si vous connaissez des sites web de qualité traitant du thème abordé ici, merci de compléter l'article en donnant les références utiles à sa vérifiabilité et en les liant à la section « Notes et références ».
Les Éléments du Destin (Elements of Doom) sont une équipe de super-vilains créés par Marvel Comics, apparus pour la première fois dans Avengers #188, en 1979.
D'abord de simple humains altérés, ils furent transformés en éléments purs.

## Origine
Le docteur Khandruvitch développa un appareil permettant de transformer les humains en éléments chimiques. Ces Éléments (Carbone, Chlore, Néon, Phosphore, Plutonium, Radium, Titane, et Vanadium) s'emparèrent d'une centrale nucléaire russe.
Pendant le combat avec les Vengeurs, ils firent muter de force un homme, devenant Cobalt et s'apprêtaient à faire muter le Faucon quand Miss Marvel fit exploser le cœur de la centrale, noyant les Éléments sous une pluie de débris brûlants.
Le sorcier Diablo les découvrit dans une autre dimension et s'allia avec eux, sous le nom des Maîtres de l'Alchimie. Leur but était de créer une armée de soldats de vibranium. Les Vengeurs les affrontèrent. Baru, un  wakandais, devint Vibranium, mais resta un héros dans son pays.
Après cette série d'échecs, le docteur Khandruvitch partit s'installer aux USA et créa de nouveaux éléments, mais cette fois-ci à partir des éléments seuls. Son objectif était de s'enrichir en faisant chanter le gouvernement, par des attaques surprises destructrices. À l'aéroport de La Guardia puis à Madison Square Garden, les Thunderbolts intervinrent et chassèrent les Éléments. Ils les poursuivirent jusqu'à leur base et furent en fait piégés par 10 des 109 Éléments.
Les Éléments abandonnèrent leur créateur et décidèrent de convertir l'Humanité. Dans le combat qui suivit, Techno eut le cou brisé. Les Éléments furent finalement vaincus.
L'A.I.M recréa certains d'entre eux pour s'en servir comme armes vivantes à St-Louis et ils essayèrent de tuer leur créateur, qui savait comment les éliminer. Les Vengeurs construisirent avec son aide un appareil, et les Éléments furent détruits.

## Composition de l'équipe
Les 9 humains mutés qui constituaient la première version étaient : Carbone, Chlore, Cobalt, Néon, Phosphore, Plutonium, Radium, Titane, et Vanadium.
On compte par la suite plusieurs dizaines de membres (ils seraient 109 au total mais cela n'a pas été prouvé.
Parmi eux : Arsenic, Baryum, Béryllium, Brome, Cadmium, Californium, Césium, Chromium, Cobalt, Cuivre, Dysprosium, Erbium, Europium, Or, Hafnium, Hélium, Hydrogène, Indium, Iridium, Fer, Plomb, Magnésium, Mercure, Néodyme, Neptunium, Nickel, Nobélium, Platine, Ruthénium, Scandium, Sélénium, Argent, Sodium, Thallium, Tellure, Tungstène, Uranium et Zirconium...

## Pouvoirs
- Chaque Élément possède des pouvoirs propres à son élément. Ainsi, Carbone peur se changer en diamant, Chlore peut projeter du gaz empoisonné, Phosphore s'enflamme en présence d'Oxygène, Plutonium émet des radiations mortelles...